# Libor
Libor ili Londonska međubankarska stopa (engleski:' London Interbank Offered Rate) predstavlja dnevnu referentnu kamatnu stopu po kojoj banke jedna drugoj nude novac za posuđivanje na londonskom međubankarskom tržištu.

## Za valute
Libor se koristi kao referentna stopa za financijske instrumente kao što su:
- Kamata na valute, posebno na dolar
- Forward ugovori
- Swap kamatnih stopa
- Terminski ugovori

Za euro postoje euribor stope, koje priprema europska bankarska federacija. Za euro također postoji libor, ali se manje koristi (za SWAP kredite).

## Tehničke pojedinosti
Svaki dan u 11 sati prije podne po londonskom vremenu objavljuju se libor stope, koje predstavljaju filtrirani prosjek međubankarskih stopa. Tijekom dana stvarna kamatna stopa će varirati. Libor je značajan za sljedeće valute:
- Američki dolar
- Funta sterlinga
- Švicarski franak
- Japanski jen
- Kanadski dolar
- Danska kruna

## Skandal
Skandal libor nastao je, kada je otkriveno, da su banke lažno napuhavale ili snizavale stope, kako bi ostvarile veću dobit ili ostavile dojam da su pouzdanije, nego što stvarno jesu.  U mnogim slučajevima, libor je bio "u potpunosti izmišljen". Zbog namještanja libora, niz banaka kažnjen je globama koje su dosegnule i stotine milijuna funti. Britanske i američke vlasti novčano su kaznile britansku banku Barclays globom od 290 milijuna funti u lipnju 2012., zbog namještanja libora. Kasnije su kažnjene i Royal Bank of Scotland i švicarska banka UBS, i to u iznosu od 390 milijuna i 940 milijuna funti.